# 聯邦安全局特別用途中心
聯邦安全局特別用途中心（俄语：Центр специального назначения ФСБ России，簡稱：ЦСН，拉丁化：TSSN）是俄羅斯聯邦安全局屬下的特別用途單位（特種部隊），創立於1998年10月8日。TSSN是聯邦安全局內的獨立架構，其領導者為聯邦安全局的第一副局長。
TSSN專責於在俄羅斯境內外打擊國際恐怖主義，其隊員會以作戰形式或其他方式採取適當行動以識別、阻止、壓制、泄露和調查恐怖活動。

## 歷史
聯邦安全局特別用途中心是根據聯邦安全局局長弗拉基米爾·普京的提議於1998年10月8日創立，目的是將所有聯邦安全局傘下的特別用途單位合併成一支部隊。同時，俄羅斯政府亦考慮到國際恐怖主義和極端主義正在全球各地蔓延，故希望成立一個強而有力的反恐部門以應對潛在的威脅。
TSSN的成立統一了各聯邦安全局特種部隊的指揮鏈，從而令他們在發起針對恐怖份子和組織犯罪集團的特種作戰時更為有利。

## 活動
TSSN自成立至今執行了無數次作戰任務，回收了多不勝數的非法武器、彈藥和炸藥，同時解救了超過數百名被武裝份子脅持的人質，瓦解了多個犯罪集團及拘捕／擊斃了多名惡名昭彰的恐怖份子及犯罪頭目，當中包括在北高加索地區活躍的基地組織和伊斯蘭國等外來勢力的戰士。
據媒體報道指出，TSSN的幹員參與了敘利亞內戰，至2020年1月為止已有至少4名幹員因不慎引爆地雷陣亡。
2022年俄羅斯入侵烏克蘭期間，TSSN的幹員被派遣到烏克蘭的俄軍佔領地區回收武器。

## 指揮層
TSSN的各屆指揮層包括：
- 瓦萊里·格里戈里耶維奇·安德列夫（Valery Grigorievich Andreev）少將（1998年10月8日—21日）
- 亞歷山大·埃夫格涅維奇·季霍諾夫（Alexander Evgenievich Tikhonov）上校（1998年10月22日—）

## 架構
- A总局（阿爾法）
- V总局（信号旗）
- K总局（高加索）
  - 曾經為駐紮在葉先圖基的特別用途局
- S总局（颶風）
- SV重武器总局（战斗武器使用服务部）
- T总局（塔夫里達）
  - 曾經為駐紮在克里米亞辛菲羅波爾的第2特別用途局